# Anton Braun (Ruderer)
Anton Braun (* 28. April 1990 in Berlin) ist ein deutscher Ruderer.
2008 war Braun Mitglied der Junioren-Nationalmannschaft, bei den U19-Weltmeisterschaften in Ottensheim gewann er im Vierer ohne Steuermann die Bronzemedaille. In dieser Bootsklasse nahm er 2009 bei den U23-Weltmeisterschaften in Račice u Štětí teil, wo er zusammen mit Andreas Kuffner, Hendrik Bohnekamp und Bastian Bechler ebenfalls Bronze gewann. Nach einem ersten Weltcup-Einsatz im Vierer wurde Braun 2010 erneut für die U23-Weltmeisterschaften nominiert und wurde mit dem deutschen Achter U23-Weltmeister. 2011 fuhr er erneut in die Medaillenränge im U23-Bereich, als er im Zweier ohne Steuermann mit Bastian Bechler den Bronzerang erreichte.
Ende März 2012 setzte sich Braun zusammen mit Felix Drahotta, dem Olympia-Vierten von 2008 in dieser Bootsklasse, bei der ersten nationalen Ausscheidung im Zweier ohne Steuermann durch. Dabei schlugen sie alle Mitglieder des Deutschland-Achters, die zu diesem Zeitpunkt amtierende Weltmeister waren. Nachdem das Boot bei der abschließenden Kleinbootüberprüfung den dritten Platz belegt hatte, wurden Braun und Drahotta von Bundestrainer Ralf Holtmeyer für den Zweier ohne Steuermann nominiert. Bei ihrem ersten gemeinsamen Weltcupstart in Belgrad gewannen sie das Finale, es war der erste Weltcupsieg eines deutschen Zweiers seit mehreren Jahren. Braun und Drahotta gingen schließlich auch bei den Olympischen Sommerspielen in London an den Start und belegten Platz 7 im Zweier ohne Steuermann.
Im neuen Olympiazyklus konnte sich Braun im Kader für den Deutschland-Achter etablieren. Bei den Ruder-Europameisterschaften 2013 in Sevilla gewann er im Achter rudernd mit der Goldmedaille seinen ersten internationalen Titel in der offenen Altersklasse, später holte er bei den Weltmeisterschaften des gleichen Jahres Silber hinter dem Achter des Vereinigten Königreiches. In der Saison 2014 ruderte er gemeinsam mit Bastian Bechler im Zweier ohne und erreichte einen Bronzerang bei den Europameisterschaften sowie Platz 5 bei den Weltmeisterschaften. Danach gelang ihm der Sprung zurück in den Achter, mit dem Braun in der Saison 2015 erneut Gold bei der EM und Silber bei der WM hinter dem Vereinigten Königreich gewann. Bei den Olympischen Spielen 2016 erreichten Maximilian Korge, Max Planer, Anton Braun und Felix Wimberger den 12. Platz im Vierer ohne Steuermann.
Anton Braun ist Sportsoldat und startet für den Berliner Ruder-Club.

## Internationale Erfolge
- 2008: 3. Platz Junioren-Weltmeisterschaften im Vierer ohne Steuermann
- 2009: 3. Platz U23-Weltmeisterschaften im Vierer ohne Steuermann
- 2010: 1. Platz U23-Weltmeisterschaften im Achter
- 2011: 3. Platz U23-Weltmeisterschaften im Zweier ohne Steuermann
- 2013: 1. Platz Ruder-Europameisterschaften im Achter
- 2013: 2. Platz Ruder-Weltmeisterschaften im Achter
- 2014: 3. Platz Ruder-Europameisterschaften im Zweier ohne Steuermann
- 2015: 1. Platz Ruder-Europameisterschaften im Achter
- 2015: 2. Platz Ruder-Weltmeisterschaften im Achter